# Eubelum ubangium
Eubelum ubangium là một loài chân đều trong họ Eubelidae. Loài này được Verhoeff miêu tả khoa học năm 1942.